# Marlies Lindner
Marlies Lindner (* 8. Oktober 1964) ist eine deutsche Juristin. Am 1. Juli 2022 wurde sie als erste Frau zur Generalstaatsanwältin des Landes Thüringen ernannt.

## Leben und Wirken
Marlies Lindner trat im Mai 1993 in den Justizdienst des Landes Thüringen ein, seit Mai 1996 ist sie Staatsanwältin auf Lebenszeit. Eine erste Tätigkeit bei der Thüringer Generalstaatsanwaltschaft mit Sitz in Jena erfolgte im Rahmen einer Abordnung von 1997 bis 2001. 2001 wurde sie zur Oberstaatsanwältin als Dezernentin bei dieser Behörde ernannt. Nach Abordnungen an das Thüringer Justizministerium  und die Staatsanwaltschaft Gera ist sie seit 2007  ununterbrochen bei der Thüringer Generalstaatsanwaltschaft tätig. 2008 wurde sie zur Leitenden Oberstaatsanwältin als Abteilungsleiterin befördert, 2013 zur Leitenden Oberstaatsanwältin als Abteilungsleiterin und Vertreterin des Generalstaatsanwalts ernannt. Zum 1. Juli 2022 trat sie ihr Amt als Generalstaatsanwältin des Landes Thüringen an, die feierliche Amtseinführung erfolgte am 20. Oktober 2022.